# Chi Piscium
Chi Piscium (χ Piscium, förkortat Chi Psc, χ Psc) som är stjärnans Bayerbeteckning, är en stjärna belägen i mellersta delen av stjärnbilden Fiskarna. Den har en skenbar magnitud på 4,66 och är svagt synlig för blotta ögat där ljusföroreningar inte förekommer. Baserat på dynamiska parallaxmätningar beräknas den befinna sig på ett avstånd av ca 384 ljusår (ca 118 parsek) från solen.

## Egenskaper
Chi Piscium  är en orange till röd jättestjärna av spektralklass K0III. Den har en beräknad yttemperatur på ca 4 800 K. Den har en lägre yttemperatur än solen och en ca 21 gånger större radie. Stjärnans utstrålning av energi från dess yttre skikt är ca 96 gånger större än den hos solen.
Chi Piscium rör sig genom Vintergatan med en hastighet av 27,3 km/s i förhållande till solen. Den projicerade galaktiska banan placerar den mellan 23 900 och 29 000 ljusår från galaxens centrum.